# Wayne Weiler
Wayne Alois Weiler (Phoenix, 9 dicembre 1934 – Phoenix, 13 ottobre 2005) è stato un pilota automobilistico statunitense.

## Carriera
Corse la 500 Miglia di Indianapolis nelle edizioni 1960 e 1961, raggiungendo come miglior risultato il quindicesimo posto alla sua ultima apparizione.
Si ritirò dall'automobilismo in seguito ad un grave incidente subito a Terre Haute nel 1961 durante una gara di sprint car.
Tra il 1950 e il 1960 la 500 Miglia di Indianapolis faceva parte del Campionato mondiale di Formula 1, per questo motivo Weiler ha all'attivo anche 1 Gran Premio nella massima serie motoristica.

## Risultati in Formula 1
| 1960 | Scuderia      | Vettura               |  |  |     |  |  |  |  |  |  |  |  | Punti | Pos. |
| ---- | ------------- | --------------------- |  |  | --- |  |  |  |  |  |  |  |  | ----- | ---- |
| 1960 | Ansted Rotary | Epperly Indy Roadster |  |  | Rit |  |  |  |  |  |  |  |  | 0     |      |

| Legenda | 1º posto     | 2º posto | 3º posto    | A punti         | Senza punti/Non class.  | Grassetto – Pole position Corsivo – Giro più veloce |
| Legenda | Squalificato | Ritirato | Non partito | Non qualificato | Solo prove/Terzo pilota | Grassetto – Pole position Corsivo – Giro più veloce |